# Pop Masters: Holiday
A Pop Masters: Holiday című lemez a Bee Gees  együttes 2005-ben kiadott válogatáslemeze.

## Az album dalai
1. I've Gotta Get A Message To You  (Barry, Robin és Maurice Gibb) – 3:03
2. How Can You Mend A Broken Heart   (Barry és Robin Gibb) – 4:03
3. Lonely Days  (Barry, Robin és Maurice Gibb) – 3:53
4. I.O.I.O. (Barry és Maurice Gibb) – 2:54
5. Don't Wanna Live Inside Myself  (Barry Gibb) – 5:31
6. Melody Fair (Barry, Robin és Maurice Gibb) – 3:54
7. My World  (Barry és Robin Gibb) – 4:27
8. Saved By The Bell (Robin Gibb) – 3:10
9. Morning Of My Life (Barry Gibb) – 4:00
10. Holiday (Barry és Robin Gibb)- 2:59

## Közreműködők
- Bee Gees